# 黑龙会
黑龙会（日语：〔〕／ Kokuryū-kai），日本軍國主義和泛亞主義组织，成立于1901年。1945年遭勒令解散，2008年重建。

## 歷史
学者赵金钰在《日本浪人与辛亥革命》一书中，参考了日本学者久保田文次等人的著述，指出“孙中山出让满蒙”的说法，最早见于记载的是1932年出版、黑龙会首领内田良平的《日本之亚细亚》一书，是日本右翼为入侵中国捏造的。:73该书中记载孙中山同内田良平的首次谈话的发生在1898年，孙中山称：“吾人之目的在于灭满兴汉，革命成功之时，即使以诸如满、蒙、西伯利亚之地悉与日本，当亦无不可。”:71但是第一，1898年，黑龙会还没有成立，内田良平不过是玄洋社社员，不是首领，首领是头山满。孙中山同他初次见面，不可能同他谈国家的领土归属问题；第二，1898年孙中山还没有举行大规模武装起义的计刘，而是准备同康有为、梁启超联合，故不会有迫切取得日本经济援助的要求；第三，两年后举行惠州起义时，则有菲律宾独立军领袖阿坤鸦度赠款十万元、香港富商李纪堂出资二万元、福冈实业家中野德次郎捐款五千元、李鸿章幕僚刘学询赠送三万元，即便那时也不必以满蒙去交换援助。:73其它的孙中山类似承诺，如1907年日本政府驱逐孙中山出境，内田良平的解释是“孙文从去年以来，一再向我朝野人士说：‘如果日本援助中国革命，就将满蒙让给日本。’”遭到清政府的抗议，但这些都是内田良平的孤证，没有具体时间、地点和其他证人的支持。:72实际上，迟至1978年才出版、但从1927年动笔的内田良平自传中，在写到与孙中山在1898年的谈话时，并没有孙中山承诺出让满蒙的记录。:74反而是在1900年，内田良平在福冈的一次讲话中，表达了他自己有这样的想法。:74内田良平在1932年出版的《日本之亚细亚》捏造孙中山的谈话，因为内田良平已于1931年11月成立了法西斯主义的大日本生产党，需要制造日本侵略中国东北的历史依据。:74
日本神户大学大学院教授王柯在《民权、政权、国权——中国革命与黑龙会》一文中的结论是：孙中山，黄兴、宋教仁、陈其美等许多辛亥革命的领袖，都和日本大陆浪人发生过种种联系，都曾经得到过日本大陆浪人的有力支持。但是，直到今天发现的各种历史文献资料，还不足以证明这些革命领袖们当年的确向日本的大陆浪人做出过割让领土的正式承诺。王柯同时指出，为什么内田良平等日本大陆浪人会按照孙中山等革命党人“灭满兴汉”的思想脉络中强调他们从中国分裂“满蒙”的合法性？因为他们从革命家提出的“灭满兴汉”和“驱除鞑虏”中看到了一种将中国的东北和内蒙古地区、甚至西藏地区囊括进日本势力范围，甚至变为日本领土的契机。可惜的是，孙中山等革命领袖当年也并不是没有察觉到日本大陆浪人的这一动机，也许是认为必须真正实施“灭满兴汉”和“驱除鞑虏”，也许是为了得到支援以便早日达到推翻满清政府、夺取政权的目的，他们从来没有对大陆浪人的这一想法进行正式批评。作者最后希望读者思考民族国家思想出现在中国近代史上的利弊。
日俄战争后，黑龙会与日本军部紧密合作，先后参与镇压米骚动和关东大地震后屠杀朝鲜侨民。
1931年九一八事变之后，與數個右翼團體結成大日本生産黨，支持军部，鼓吹反共主義。1934年，内田良平因卷入昭和神圣会事件而被迫淡出黑龙会，改由头山满主持黑龙会。
二战结束后，被定义为极端右翼组织。1945年9月13日，遭駐日盟軍總司令部（GHQ）勒令解散。

### 重建
黑龍會在2008年7月26日重新成立，發起人是舊黑龍會創辦人遺屬田中健之、舊黑龍會核心人物頭山滿的孫兒頭山立國等人，是一個右翼、國家主義、反共主義組織。

## 批评
历史学者宋念申《发现东亚》一书中写道：黑龙会当然不代表亚细亚主义全部的理念和实践，但在近卫文麿政府提出“大东亚共荣”纲领后，“亚洲”成了法西斯主义的新修辞。1946年，驻日盟军总司令部解散了黑龙会。这个风云一时的社团，连同其代表的亚细亚主义意识形态一起，随着日本战败退出了历史舞台。亚细亚主义看上去更像一个矛盾体，挣扎在殖民与反殖民、帝国与反帝、现实主义与理想主义、国家主义与国际主义、种族主义与族裔平等之间，并不像战后看上去的那样简单。吊诡之处在于：它虽然批判殖民现代性，自身却植根于其中，无法从根本上超越之，只能以新压迫来反旧压迫，以新霸权对抗旧霸权。在这个意义上，亚细亚主义的失败不可避免：它的亚洲振兴必须以殖民亚洲为手段。

## 代表人物
- 頭山滿
- 宮崎滔天
- 內田良平
- 板垣征四郎
- 川島芳子
- 兒玉譽士夫

### 黑龍會成員
- 清藤幸七郎
- 葛生能久

### 敵對人物
- 犬養毅
- 李元飌
- 習近平
- 金正恩